# Аиналоа
Аиналоа (англ. и гав. Ainaloa) — статистически обособленная местность, расположенная в округе Гавайи (штат Гавайи, США) с населением в 1910 человек по статистическим данным переписи 2000 года.

## География
По данным Бюро переписи населения США статистически обособленная местность Аиналоа имеет общую площадь в 4,66 квадратных километров, водных ресурсов в черте населённого пункта не имеется.
Статистически обособленная местность Аиналоа расположена на высоте 215 метров над уровнем моря.

## Демография
По данным переписи населения 2000 года в Аиналоа проживало 1910 человек, 470 семей, насчитывалось 632 домашних хозяйств и 722 жилых дома. Средняя плотность населения составляла около 414,7 человек на один квадратный километр. Расовый состав Аиналоа по данным переписи распределился следующим образом: 28,17 % белых, 0,99 % — чёрных или афроамериканцев, 0,58 % — коренных американцев, 15,18 % — азиатов, 13,87 % — выходцев с тихоокеанских островов, 40,37 % — представителей смешанных рас, 0,84 % — других народностей. Испаноговорящие составили 20,52 % от всех жителей статистически обособленной местности.
Из 632 домашних хозяйств в 43,2 % — воспитывали детей в возрасте до 18 лет, 46 % представляли собой совместно проживающие супружеские пары, в 19,1 % семей женщины проживали без мужей, 25,6 % не имели семей. 18,5 % от общего числа семей на момент переписи жили самостоятельно, при этом 5,4 % составили одинокие пожилые люди в возрасте 65 лет и старше. Средний размер домашнего хозяйства составил 3,02 человек, а средний размер семьи — 3,39 человек.
Население статистически обособленной местности по возрастному диапазону по данным переписи 2000 года распределилось следующим образом: 35,1 % — жители младше 18 лет, 9,0 % — между 18 и 24 годами, 28,1 % — от 25 до 44 лет, 20,9 % — от 45 до 64 лет и 6,9 % — в возрасте 65 лет и старше. Средний возраст жителей составил 30 лет. На каждые 100 женщин в Аиналоа приходилось 103,4 мужчин, при этом на каждые сто женщин 18 лет и старше приходилось 95,4 мужчин также старше 18 лет.

## Экономика
Средний доход на одно домашнее хозяйство в статистически обособленной местности составил 25 698 долларов США, а средний доход на одну семью — 37 647 долларов. При этом мужчины имели средний доход в 26 855 долларов США в год против 26 518 долларов среднегодового дохода у женщин. Доход на душу населения в статистически обособленной местности составил 11 109 долларов в год. 27,2 % от всего числа семей в округе и 36,6 % от всей численности населения находилось на момент переписи населения за чертой бедности, при этом 46,9 % из них были моложе 18 лет и 12,2 % — в возрасте 65 лет и старше.